# Lake Eppalock
Lake Eppalock är en reservoar i Australien. Den ligger i delstaten Victoria, omkring 110 kilometer norr om delstatshuvudstaden Melbourne. Lake Eppalock ligger 183 meter över havet. Arean är 301 kvadratkilometer.
I omgivningarna runt Lake Eppalock växer huvudsakligen savannskog. Runt Lake Eppalock är det mycket glesbefolkat, med 4 invånare per kvadratkilometer. Genomsnittlig årsnederbörd är 716 millimeter. Den regnigaste månaden är februari, med i genomsnitt 98 mm nederbörd, och den torraste är januari, med 23 mm nederbörd.